# Allan (miejscowość)
Allan – miejscowość i gmina we Francji, w regionie Owernia-Rodan-Alpy, w departamencie Drôme.
Według danych na rok 1990 gminę zamieszkiwało 1249 osób, a gęstość zaludnienia wynosiła 43 osoby/km² (wśród 2880 gmin regionu Rodan-Alpy Allan plasuje się na 664. miejscu pod względem liczby ludności, natomiast pod względem powierzchni na miejscu 238.).

## Populacja

Populacja Allan w latach 1962-2008